# 말플라크 전투
말플라크 전투는 1709년 9월 11일 일어난 스페인 왕위 계승 전쟁의 전투 중 하나로 부르봉 왕가의 프랑스-스페인 연합군에 대항하여, 합스부르크 제국과 영국, 그리고 네덜란드의 동맹이 벌인 전투이다.

## 서막
지난 겨울이 특별히 지독했기 때문에 전역(campaign)의 시작은 늦었고, 동맹군은 1709년 6월 중순에서야 군사행동을 시작했다. 프랑스군의 완강한 방어선과 위험한 전투를 벌이지 말라는 원수에게 보낸 베르사유의 명령으로 인해 전투를 멈춘 빌라르(Villars) 원수 휘하의 프랑스군을 전장에 끌어들이지 못한 말버러 공작(Duke of Marlborough)은 대신에 투르네(Tournai)와 이프르(Ypres)를 점령하기 위해 병력을 집중했다. 투르네는 비정상적일 정도로 긴, 거의 70일에 달하는 공성전 끝에 함락되었고, 이때는 9월 초순이 다 되어가고 있었다. 말버러 공작은 배수 공사가 잘 되어 있지 않아 질병의 위험이 있는 이프르를 공격하는 위험을 감수하기보다는 동쪽으로 이동하여 몽스(Mons)을 향하였고, 이 도시를 점령하여 프랑스의 서부 방어선에 구멍을 내려고 하였다. 빌라르는 공격적인 원수로 전투를 벌일 기회를 노리고 있었고, 어떤 피해를 감수하더라도 몽스를 지켜내라는 루이 14세의 명에 따라 말버러 공작의 뒤를 쫓기 시작했다. 몇 차례 복잡한 움직임을 보인 후에 양군은 몽스의 서남부에 위치한 말플라크의 협곡을 통해 마주하였다.

## 전투

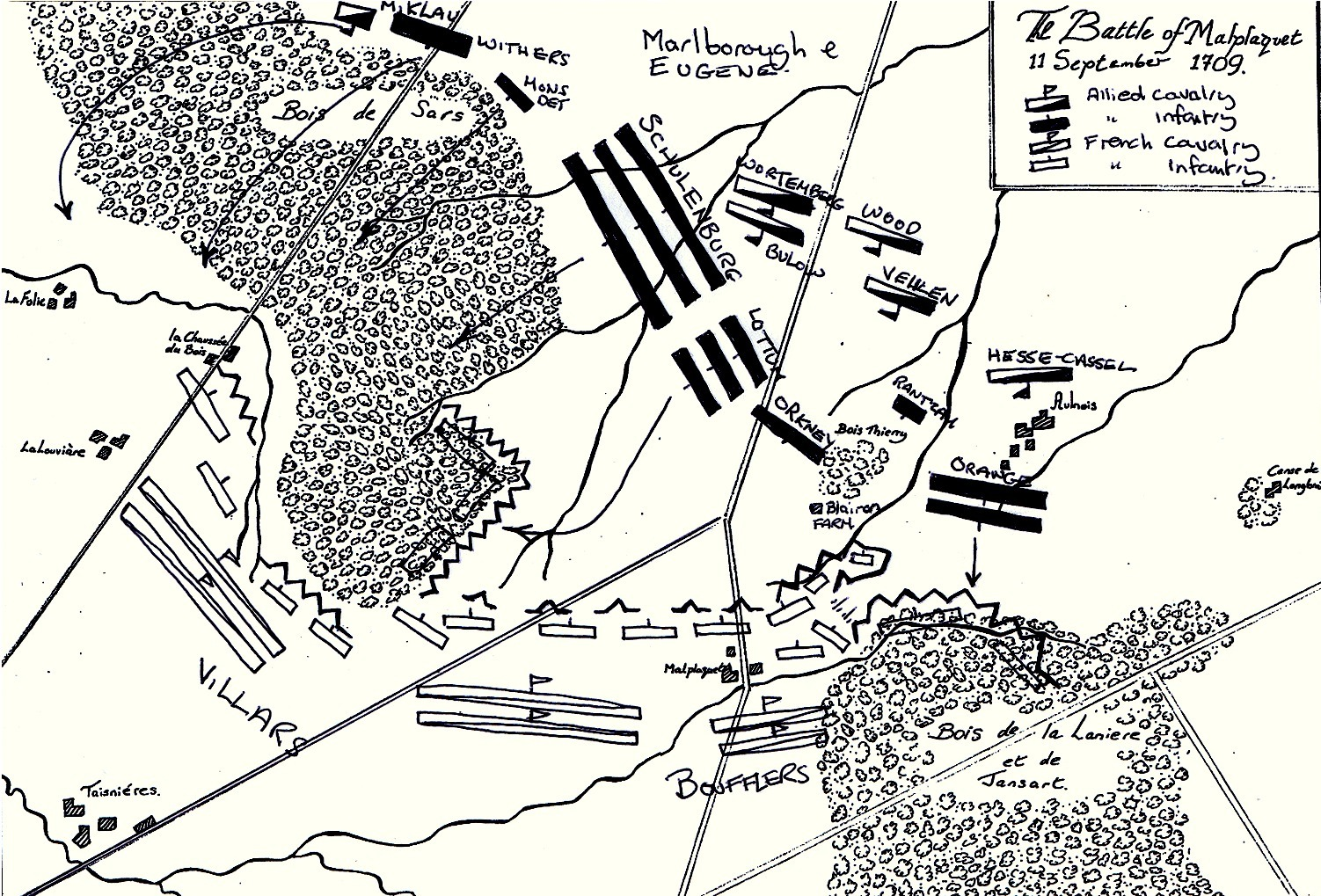
말플라크 전투 지도

주력이 네덜란드와 오스트리아 병사들로 이루어진 동맹군은 말버러 공작과 사보이의 외젠 공작(Prince Eugene of Savoy)이 지휘하고 있었고, 프랑스군은 빌라르 원수와 부플레르(Boufflers) 원수가 지휘를 맡고 있었다. 부플레르는 공적인 지위로는 빌라르보다 우위에 있었음에도 자발적으로 그를 따랐다. 동맹군은 약 86,000명에 100문의 포가 있었으며, 프랑스군은 75,000명의 병력에 80문의 포를 가지고 있었다. 양측은 현재의 벨기에 국경 근처에서 대포의 사정거리 안에 진을 치고 있었다. 오스트리아군이 오전 9시에 공격을 개시했고, 프랑스군 좌익을 그들 뒤에 있는 숲으로 밀어붙였다. 동맹군 좌익에 있던 네덜란드군은 프랑스군의 우익에 대하여 1시간 후에 공격을 가하였고, 부플레르로 하여금 빌라르에게 구원을 가지 못하도록 주의를 흩트려 놓는 데 성공했다.

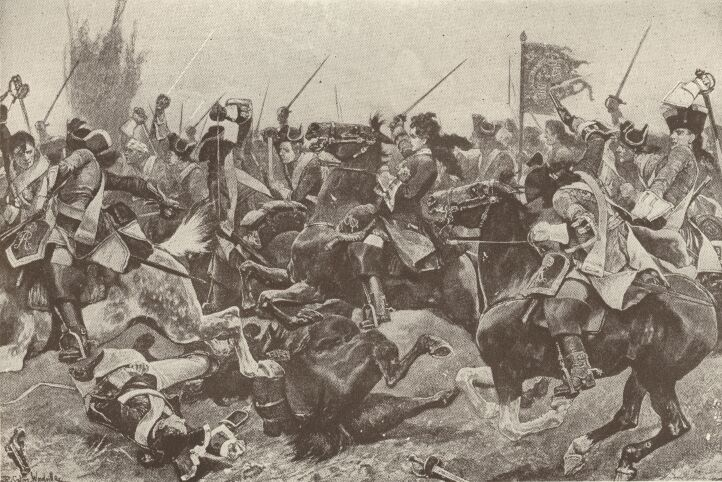
말플라크 전투에서 양군 기병대간의 전투

빌라르 원수는 그의 군대를 재집결할 수 있었다. 그러나 말버러 공작과 외젠 공작은 공격을 재개하였고, 이 공격은 프랑스군의 좌익을 돌파해 진군했고, 빌라르 원수로 하여금 그의 군대를 중앙이 아니라 좌측에서 다가오는 위더(Withers)장군의 분견대를 저지하는 데 사용했다. 약 오후 1시경 빌라르 원수는 그의 무릎을 맞춘 머스캣 총탄에 의해 심각한 부상을 입게 되었고, 후방으로 이송되면서 지휘권을 부플레르에게 넘겨주었다. 프랑스군의 방어벽을 탈취하려는 목적 하에 오크니 경(Earl of Orkney)이 지휘하는 보병대가 약해진 프랑스군 중앙에 결정적인 공격을 가했다.
이것으로 동맹군 기병대는 적진을 돌파하여 진군하게 되었고, 프랑스 기병대와 대치하게 되었다. 치열한 기병전이 뒤이어 일어났으며, 부플레르 원수는 직접 메종 드 루아(Maison du Roi)의 정예부대를 지휘하여 싸웠다. 그는 적어도 6번에 걸쳐 동맹군 기병대를 방어벽 너머로 궤주시키고, 추격하였으나 그때마다 동맹군 보병대의 화력에 의해 물러나야 했다. 결국 부플레르 원수는 오후 3시경 전투에서 승리할 수 없다고 판단하고 퇴각명령을 내렸으며, 이는 매우 훌륭한 판단이었다. 동맹군은 공격중에 많은 사상자가 발생하여 부플레르 원수의 프랑스군을 추격할 수 없었다. 이때 동맹군은 21,000명의 병력을 잃었고, 이는 프랑스군 사상자의 2배나 되는 수치이다.

## 결과
빌라르는 얼마 후 프랑스군이 동맹군을 격멸하였다고 선언하였으나, 몽스를 지키려는 계획은 실패하고 말았고, 요새는 8월 20일 함락되었다. 그럼에도 불구하고 18세기 가장 치열한 전투인 말플라크에 대한 소식은 유럽을 얼어붙게 만들었으며, 심지어 말버러 공작이 죽었다는 소문은 유명한 프랑스의 민요 전장의 왕자 말버러(Malbrough s'en va-t-en guerre)라는 민요를 만들기도 하였다. 지난 4번의 영광스러운 승전동안 말버러 공작은 앤 여왕(Queen Anne)으로부터 개인적인 감사 편지를 받았지만 이번에는 받지 않았었다. 리처드 블랙모어(Richard Blackmore)의 시 반더 벡에 대한 교육(Instructions to Vander Beck)은 말플라크로 인해 영국의 토리당이 그들이 다음해에 정권을 잡고 정부를 구성하자마자, 대동맹에서 탈퇴하려고 선동하는 움직임을 보이는 동안에, 실질적으로 말버러 공작의 말플라크에서의 승리를 찬양하려 시도한 유일한 영국시다.
전체적으로 이 전투는 전장을 소유한 자가 승리한다는 당시의 룰에 따르면 전술적 승리였으나 동맹군 군대는 격파되었다. 전략적 측면에서 이는 더 이상 동맹군의 공격을 저지했다는 점에서 프랑스의 중대한 승리이다. 드냉(Denain)의 승리와 함께 프랑스는 완벽한 패배를 피할 수 있었고, 이는 위트레흐트 조약에서 결코 프랑스가 받아들일 수 없는 조건이 제시되는 것을 피할 수 있었다.

## 참조 문헌
- Lynn, John A. The Wars of Louis XIV: 1667–1714. Longman, (1999). ISBN 0-582-05629-2